# Polyteknisk Forening
Polyteknisk Forening (i daglig tale forkortet PF) er studenterforeningen ved Danmarks Tekniske Universitet (DTU) i Lyngby. Foreningen afholder rusture og andre aktiviteter for studerende, driver studenterhuset og deltager i DTUs styrende organer.
Polyteknisk Forening blev stiftet 2. januar 1846, og er den eneste studenterforening i landet der er stiftet ved kongelig forordning, hvilket bl.a. giver foreningen ret til at flage med splitflag.[kilde mangler] PF har et medlemstal på ca. 5.500 civil- og diplomingeniørstuderende, som læser ved DTU.
PF driver S-Huset på DTU Lyngby campus, der er de ingeniørstuderendes hus på DTU og rummer udover Kælderbaren, en kaffestue. Derudover driver PF også S-Huset på DTU Ballerup campus.
Blandt formænd for foreningen har været Per Helge Sørensen, Sebastian Friborg Molbech, Andreas Baltzer Skov  og Søren Anton Steffensen Kuhberg

## Historie

### Oprettelse
Den Polytekniske Forening (PF) blev oprettet i året 1845. Grundlæggerne ville skabe et sted, hvor alle polyteknikere kunne mødes under uforpligtende forhold.

## Administrativ struktur

### Fællesrådet
Fællesrådet (FR) er PF’s øverste organ. Det er i fællesrådet, PF’s politikker på de enkelte områder bliver endeligt besluttet. Det er også fællesrådet, der godkender udvalg i PF og personer til DTUs valgte organer samt PF’s budget. Fællesrådet består af 2-3 personer fra hvert retningsråd samt PF’s bestyrelse.

### Bestyrelsen
Bestyrelsen vælges for en etårig periode af FR og står for den daglig drift af foreningen.

### Studieråd
Studierådene er basisdemokratiet i PF. Alle civil bachelorlinjer og diplomretninger er repræsenteret af deres studieråd. Udover at sende repræsentanter til FR, skaber studierådene også flere af de sociale rammer for retningen. Samt indstiller kandidater til institut studienævn for deres respektive retninger.
- Biorådet (C. Bioteknologi og C. Teknisk Biomedicin)
- Civil Byg-rådet (C. Byggeteknologi)
- Civil Bygdesign-rådet (C. Bygningsdesign)
- DISASterrådet (C. Design og Innovation, C. Strategisk Analyse og Systemdesign)
- General Engineering rådet (C. General Engineering)
- Kemirådet (C. Kemi)
- MediKoBs rådet (C. Medicin og teknologi, C. Kvantitativ Biologi og Sygdomsmodellering)
- Miljørådet (C. Vand, Bioressourcer og Miljømanagement)
- NSA Rådet (C. Fysik og nanoteknologi, BSc Geofysik og rumteknologi)
- P&K Rådet (C. Produktion og konstruktion)
- S/M-KID Rådet (C. Softwareteknologi, C. Matematik og teknologi, C. Kunstig Intelligens og Data)
- SNE-rådet (C. Elektroteknologi, C. Netværksteknologi og IT, C. Bæredygtigt Energidesign)
- BIX-rådet (D. Byggeri og infrastruktur, D. Eksport og Teknologi)
- Diplom Bygdesign-rådet (Bygningsdesign)
- ELITØ Rådet (D. Elektro, D. IT og Økonomi, D. IT-elektronik, D. Sundhedsteknologi, D. Elektrisk Energiteknologi, D. Software)
- BØF-rådet (D. Kemi- og Bioteknik, D. Kemi og Økonomi, D. Fødevaresikkerhed og -kvalitet)
- Maskinrådet (D. Maskinteknik)
- PIP-rådet (D. Proces og Innovation, D. Produktion)
- Transportrådet (D. Mobilitet, Transport og Logistik)
- GAUSS-rådet (MSc Geofysik og Rumteknologi)